# Etidorhpa
Etidorhpa, or, the end of the earth: the strange history of a mysterious being and the account of a remarkable journey ("Etidorhpa, o la fine del mondo: la strana storia di un essere misterioso e il resoconto di un viaggio notevole") è un romanzo allegorico fantascientifico del 1895 di John Uri Lloyd, un farmacologo e industriale farmaceutico di Cincinnati, Ohio.
Il romanzo è inedito in italiano.
La parola "Etidorhpa" è l'inversione del nome "Aphrodite".
Le prime edizioni di Etidorhpa furono distribuite privatamente; edizioni successive presentano numerose e impressionanti illustrazioni di J. Augustus Knapp. Il libro finì per essere un successo popolare, pubblicato in diciotto edizioni e tradotto in sette lingue. Negli Stati Uniti vennero fondati dei club letterari dedicati a Etidorhpa e alcuni genitori entusiasti diedero alle loro figlie il nome di Etidorhpa. Questo romanzo fu letto e amato da Howard Phillips Lovecraft, che probabilmente ne fu influenzato.
Etidorhpa appartiene ad un sottogenere di narrativa che condivide elementi di fantascienza, fantastico, utopia e speculazione scientifica (o pseudoscientifica).Viaggio al centro della Terra di Jules Verne è il libro più famoso di questo tipo, ma ne possono essere citati molti altri, tra cui Il viaggio sotterraneo di Niels Klim, scritto in latino da Ludvig Holberg. Nella generazione di John Uri Lloyd, era popolare e influente La razza futura (The Coming Race) di Bulwer Lytton. Nella generazione successiva, Edgar Rice Burroughs scrisse una serie di romanzi sulla Terra cava nel genere del "mondo perduto".
La complessa struttura del libro comincia con una prefazione di Lloyd, che presenta il soggetto centrale: la scoperta, da parte di Lloyd, di un manoscritto vecchio di trent'anni firmato da Llwellyn Drury. Poi c'è un prologo dove Drury introduce se stesso.
Il libro contiene passaggi sulla natura di fenomeni fisici come la gravità e i vulcani con speculazioni spiritualistiche ed elementi avventurosi.

## Uso di droghe e farmaci
Poiché Lloyd era un farmacologo, il suo romanzo provocò congetture secondo le quali l'uso di droghe avrebbe contribuito alla sua natura fantastica e visionaria. Furono suggerite sostanze che andavano dalla marijuana all'oppio alla psilocibina, alla belladonna, al giusquiamo nero, allo stramonio, tuttavia non sono disponibili prove concrete in proposito.